# ライフ・アフター・ベス
『ライフ・アフター・ベス』（原題：Life After Beth）は2014年にアメリカ合衆国で公開されたコメディ映画である。監督はジェフ・ベイナ、主演はオーブリー・プラザとデイン・デハーンが務めた。

## ストーリー
ガールフレンドのベス・スロカムを亡くしたザック・オーフマンは深い悲しみに襲われていたが、ベスの両親（モーリーとジーニー）に慰められて徐々に元気を取り戻していった。ザックとベスがギクシャクした関係のままだったことを知ったモーリーは、「仮にそうであったとしても、ベスと君の関係が無価値だったわけじゃないさ」とザックにアドバイスするのであった。
そんなある日、モーリーとジーニーは突然ザックを避けるようになった。不審に思ったザックが2人の家を訪ねると、そこにはベスの姿があった。ザックは「ベスに会わせてくれ」と頼み込んだが、ベスの兄（カイル）に追い出されてしまった。興奮したまま家に帰ったザックを見た両親（ジュディとノア）は何があったのかと心配するのだった。その夜、スロカム家に侵入したザックは、モーリーとジーニーがベスを家から出さないようにしていることに気が付いた。その後、ベスの墓に向かったザックは、墓地に大きな穴が開いているのを見た。ザックに詰問されたジーニーは「葬式の後、ベスが突然蘇ったの。」と真実を語った。あまりに非現実的な事態を目の前に困惑したモーリーとジーニーは、ベスが蘇生したことを近所の人々に明かせずにいた。2人が見た限り、ベスは自分が一度死んだということを知らないようであった。昼間にザックがベスをデートに連れ出したところ、ベスの顔に水疱が多数生じた。その一件を耳にしたモーリーはザックを家に入れまいとしたが、ザックは度々監視の目を破って侵入した。
暴力的になった上に気分の揺れが激しくなったベスに辟易し始めたザックだったが、ベスと同じような変化が起きた人が町に複数いることを知った。ザックはベスを宥めるために色々試したが、スムーズジャズの音色が効果てきめんであった。町の人たちを観察していたザックは、いつの間にか彼らの力が強くなっていることに気が付いた。ザックはベスを墓地へ連れて行き、彼女が一度死んだという事実を伝えようとしたが、ベスは怒ってその場を立ち去ってしまった。帰宅したザックは、亡くなったはずの祖父が復活しているのを見て仰天した。そこへモーリーがやって来て、「君が要らんことを言うからベスが怒り狂って大変だ。さっき言ったことは嘘だったと言ってくれ。そして、『ずっと一緒にいてやるから心配するな』と言ってベスを安心させて欲しい」と頼み込んできた。自分にも責任がないわけではないと思ったザックは、渋々その頼みを聞き入れた。
しかし、それが原因で事態が一層悪化してしまった。

## キャスト
※（）は日本語吹替。
- オーブリー・プラザ - ベス・スロカム（小島幸子）
- デイン・デハーン - ザック・オーフマン（梶裕貴）
- ジョン・C・ライリー - モーリー・スロカム（山岸治雄）
- モリー・シャノン - ジーニー・スロカム
- シェリル・ハインズ - ジュディ・オーフマン
- ポール・ライザー - ノア・オーフマン
- マシュー・グレイ・ギュブラー - カイル・オーフマン（小田柿悠太）
- アナ・ケンドリック - エリカ・ウェクスラー（大井麻利衣）
- ポール・ワイツ - Mr.レヴィン
- アリア・ショウカット - ロズ
- アダム・パリー - レストランのソムリエ
- ジム・オヘア - 郵便配達員
- ゲイリー・マーシャル - オーフマン家の長老
- トーマス・マクドネル - ダン
- その他の日本語吹き替え = 品田美穂/各務立基/佐竹海莉/水越健/荒井勇樹/吉田麻実/桂一雅

## 製作
本作の主要撮影は2013年7月8日に始まり、同年8月6日に終了した。

## 公開
2014年1月19日、本作はサンダンス映画祭でプレミア上映された。

## 評価
本作に対する批評家の評価は芳しいものではない。映画批評集積サイトのRotten Tomatoesには89件のレビューがあり、批評家支持率は43%、平均点は10点満点で5.4点となっている。サイト側による批評家の見解の要約は「オードリー・プラザの好演にも拘わらず、『ライフ・アフター・ベス』は短編映画向きのアイデアを長編映画にまで拡張してしまった感が残る。」となっている。また、Metacriticには30件のレビューがあり、加重平均値は50/100となっている。